# 배관공
배관공 (配管工)은 건축업에서 직종의 하나로, 수도관이나 가스관 등의 관을 설치하는 직업이다. 주로 급배수 설비, 가스 설비, 공조 설비 건축 설비 분야에서 필요하다. 배관공으로의 기술은 배관 기능사로서 공적할 수 있다. 이 밖에 용접 기량이나 필요한 자격을 갖춘 것으로 고급 배관공이 된다. 기능직인 배관공으로서의 최고의 자격은 배관 기관 기능자이다. 영어 이름은 라틴어의 납에서 유래했으며, 한때 고대 로마에서 수도관에 납이 사용된 것에 유래했다.

## 구분
배관 공사의 구분에 따라 전문으로 하는 분야가 있는 경우가 많다. 여러 분야에 걸친 기량을 가진 것도 많다.
- 공조 배관공
- 위생 배관공
- 냉매 배관공
- 가스 배관공
- 의료 가스 배관공
- 소화 배관공 (방재 배관공)

## 기술자
노동자로서의 복장으로, 작업복, 바지로 업무를 수행하는 경우가 많다. 장갑은 목장갑이나 가죽 장갑을 입고 계측할 수 있다. 보호로 안전 헬멧, 안전 벨트, 안전화를 달고 있는 경우가 많다. 용접 작업에 종사하는 사람 중에는 토시, 각반을 몸에 쓰기도 한다. 니커보커즈의 장비는 개인의 취향에 따르기 때문에, 배관공만의 것은 아니다. 파이프 렌치는 무겁기 때문에 허리에 매다는 일은 적다.

## 같이 보기
- 부설공
- 배관